# Ivan Zajc
Ivan Zajc (født 3. august 1832 i Rijeka - død 16. december 1914 i Zagreb, Kroatien) var en kroatisk komponist, dirigent og lærer.
Zajc dominerede den kroatiske musikkultur som komponist og lærer i over fyrre år, og banede således vejen for fremtidige stilretninger og inspirationer for musikken i Kroatien i det 20. århundrede. Han studerede komposition og direktion i Italien på Musikkonservatoriet i Milano (1850-1855). Zajc har skrevet en symfoni, orkesterværker, kammermusik, korværker, sange, operetter, musikalske komedier og operaer, som han skrev flest af, og nok er mest kendt for. Han underviste på Kroatisk Musik Institut (1870-1908) i sang og komposition, og var dirigent for den Kroatiske Opera (1870-1889).

## Udvalgte værker
- Symfoni (i C-mol) (1870) - for orkester
- "La Tirolese" (1855) - opera
- "Amelia bone II Bandits" (1860) - opera
- "Mandskab om Bord" (1863) - opera